# خوذة (تشريح)

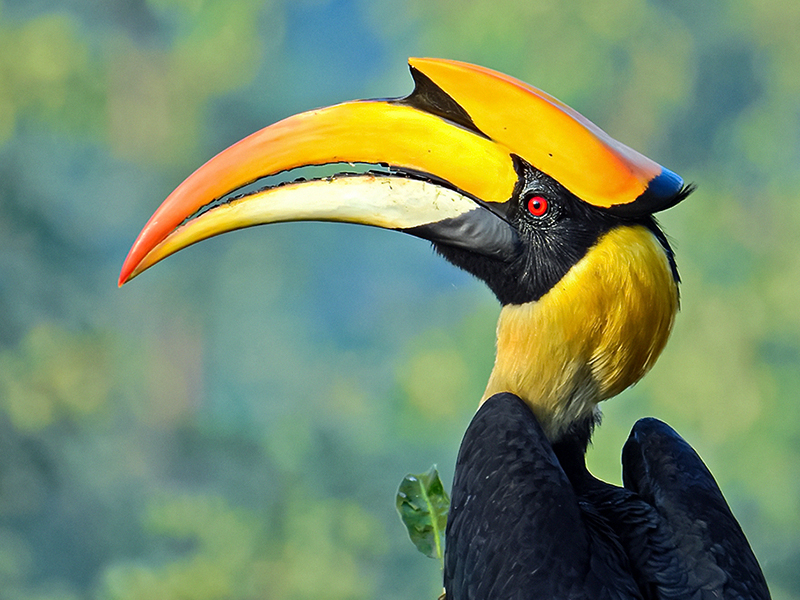
يمتلك ذكر أبو القرن العملاق مثل معظم طيور أبو القرن خوذة.

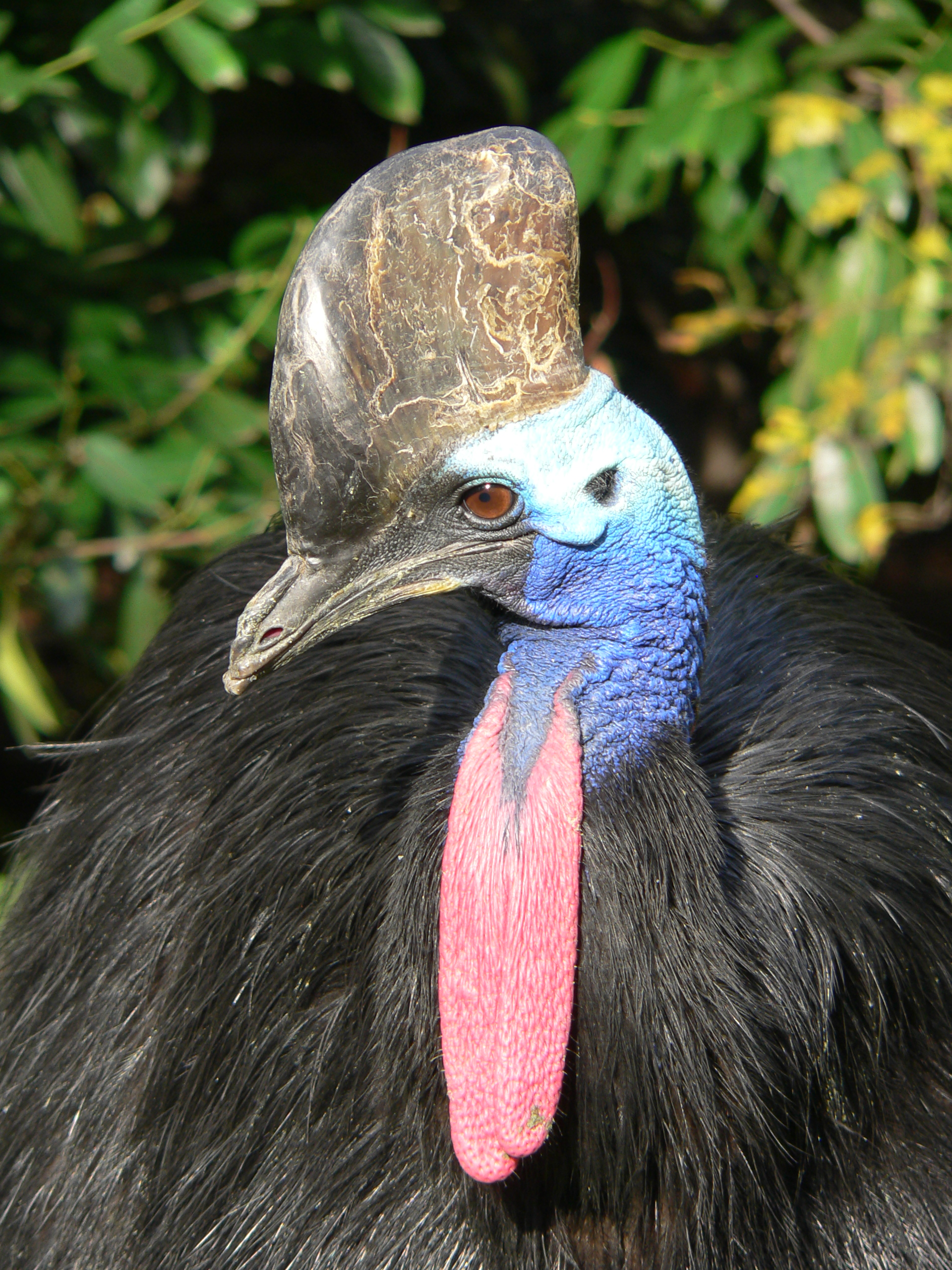
تشاعد الخوذة العظمية ذات الأوعية الدموية في طائر الشبنم الجنوبيعلى التخلص من الحرارة الزائدة.

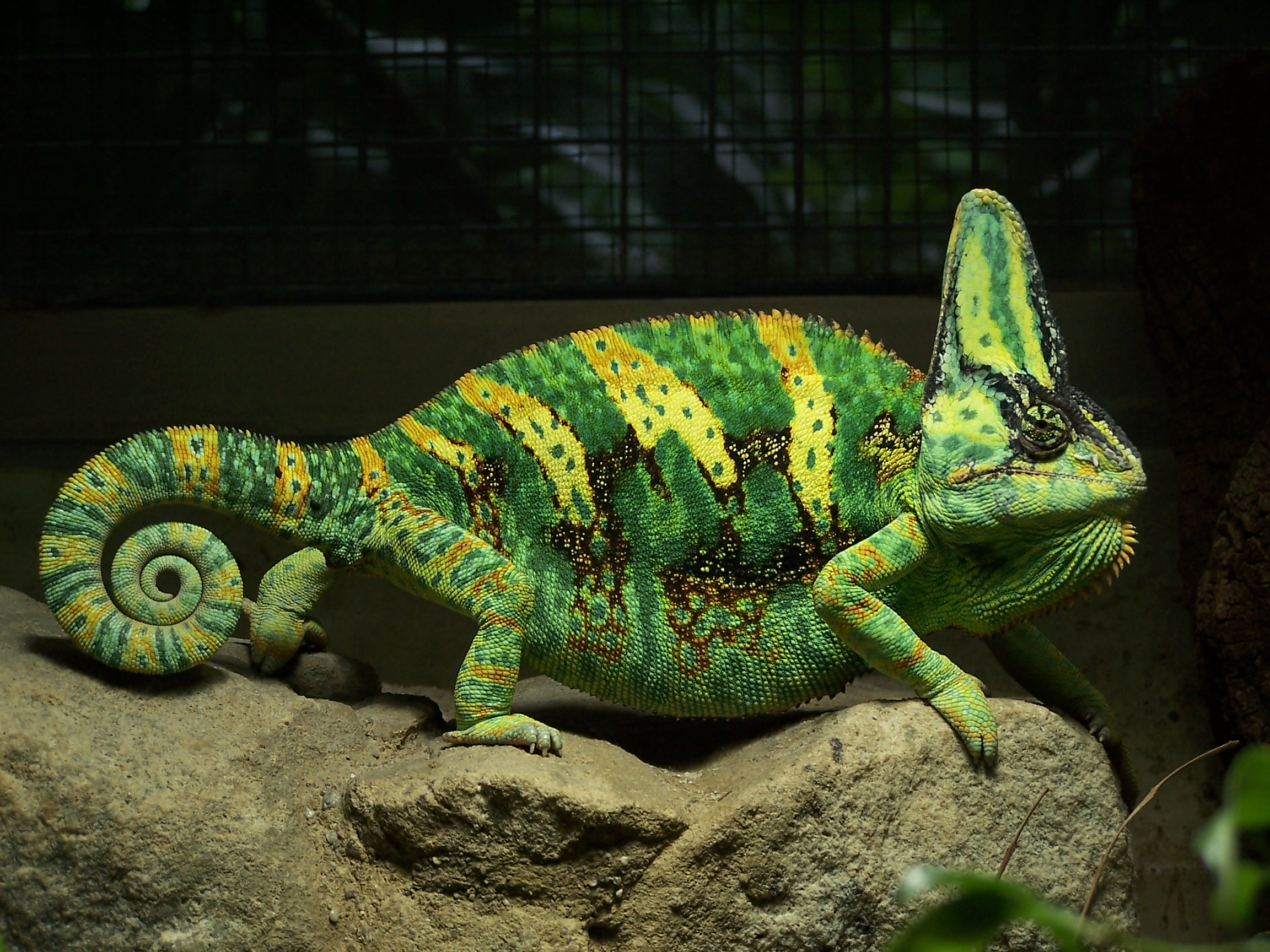
تتيح الخوذة العالية للحرباء ذات القلنسوة مساحة موسعة لربط عضلات الفك - وقد يساعد الحيوان أيضًا على جمع الرطوبة أو تخزين الدهون.

الخُوذة هي ميزة تشريحية توجد في بعض أنواع الطيور والزواحف والبرمائيات. في الطيور ، هو تضخم في عظام الفك الأعلى أو الجمجمة إما في الجبهة أو في الجزء العلوي من الرأس أو كليهما. يُفترض أن الخوذة تعمل إشارة بصرية لجنس الطائر أو حالة النضج أو الحالة الاجتماعية ؛ وتعزيزًا لهيكل المنقار ؛ أو غرفةَ رنين لتعزيز الاتصال.  وقد تستخدم في القتال مع أعضاء آخرين من نفس النوع أو في جمع الطعام أو في التنظيم الحراري .